# Helgenæs Sogn
Helgenæs Sogn ist eine Kirchspielsgemeinde (dän.: Sogn) auf der dänischen Halbinsel Helgenæs am Südrand der Landschaft Mols. Bis 1970 gehörte sie zur Harde Mols Herred im damaligen Randers Amt, dann wurde das Kirchspiel der Ebeltoft Kommune im Århus Amt zugeschlagen. Im Zuge der Kommunalreform zum 1. Januar 2007 ging die Ebeltoft Kommune in der neuen Syddjurs Kommune in der Region Midtjylland auf.
Im Kirchspiel leben 478 Einwohner (Stand: 1. Januar 2023).
Nachbargemeinde ist im Norden Vistoft Sogn.
In der Helgenæs Sogn finden sich folgende Orte:
- Borup (Siedlung, Eigentümergemeinschaft)
- Bøgebjerg (Gebiet)
- Drødhøj (Gebiet)
- Ellemandsbjerg (Gebiet)
- Esby (Siedlung, Eigentümergemeinschaft)
- Fejrup (Siedlung, Eigentümergemeinschaft)
- Fuglevad (Siedlung)
- Grimshoved (Gebiet)
- Helgenæs (Gebiet)
- Kongsgårde (Siedlung)
- Skæsebakke (Gebiet)
- Sletterhage (Gebiet)
- Stavsøre (Gebiet)
- Stødov (Siedlung, Eigentümergemeinschaft)
- Vængesø (Gebiet)
- Ørby (Siedlung, Eigentümergemeinschaft)

## Verkehr
Die Buslinie 361 verbindet Helgenæs an Wochentagen stündlich von 5 bis 18 Uhr mit Rønde. Die Linie ist gegen den Uhrzeigersinn über die Halbinsel geführt.

Vor Kongsgård in der Begtrup Vig befindet sich eine kleine Marina mit einem Steg, eine allgemein zugängliche Einrichtung eines Aarhuser Segelvereins. Über Helgenæs führt die Margeritenroute.